# Spalony Las
Spalony Las (Zalesie) – nieistniejąca już wieś w województwie dolnośląskim, powiecie trzebnickim, gminie Oborniki Śląskie, ok. 2 km na północny zachód od Nizin.
Wieś została spalona w 1945 r. po czym przestała istnieć. W latach 70 XX w. było widać jeszcze ruiny zabudowań. Obecnie gdzieniegdzie w lesie zachowały się fundamenty i resztki murów zabudowań.